# Massacre de Katyń
Ne doit pas être confondu avec Massacre de Khatyn.

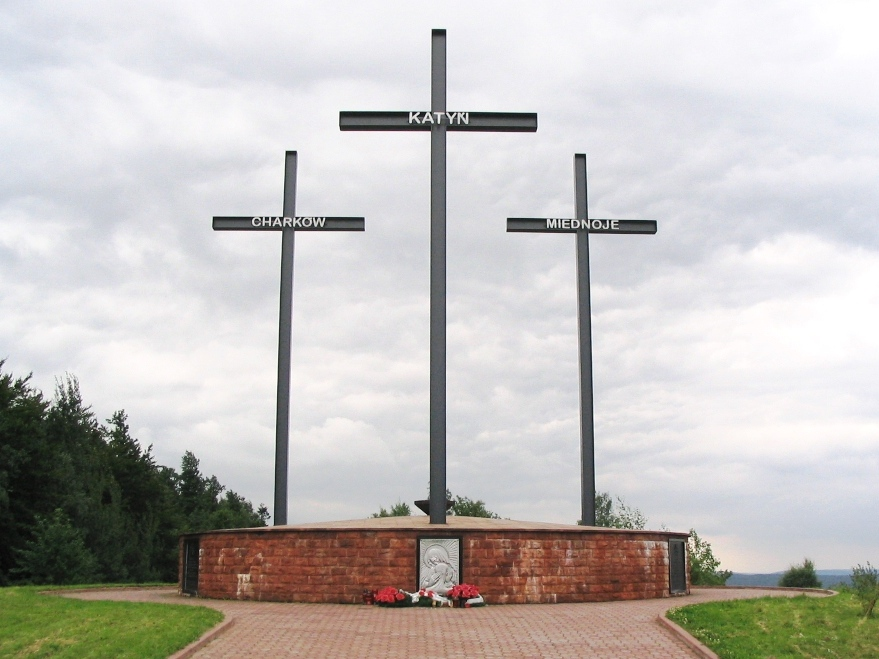
Mémorial au cimetière militaire de Katyń.

Le massacre de Katyń est l'assassinat de masse, par la police politique de l’Union soviétique (le NKVD), au printemps 1940 dans la forêt de Katyń, en Union soviétique, de plusieurs milliers de Polonais, essentiellement des officiers d'active et de réserve (dont des étudiants, des médecins, des ingénieurs, des enseignants, etc.), et de divers autres membres des élites polonaises considérées comme hostiles à l’idéologie communiste.
L'URSS a nié sa responsabilité dans le massacre dès qu’il a été révélé par les militaires allemands en 1943 ainsi que durant toute la guerre froide, et en a rendu l’Allemagne nazie responsable. Toutefois, en 1990, via des excuses de Mikhaïl Gorbatchev, l'URSS a reconnu que ce massacre avait bien été ordonné par les responsables soviétiques,,.
Pour différentes raisons, dont l’exploitation au début de l'année 1943 par la propagande allemande du massacre de Katyń découvert en 1941 lors de l’avance allemande en Russie, l’histoire a retenu ce massacre particulier comme emblématique de l’ensemble des crimes commis par l’URSS à l'encontre de la nation polonaise.
Dans l'ensemble, ces exécutions massives de membres de l’élite polonaise, en divers lieux de l’ouest de l’URSS à la suite du partage de la Pologne entre l’Allemagne nazie et l'Union soviétique, ont concerné environ 22 000 personnes exécutées et 60 000 autres déportées (essentiellement les membres des familles).
Même si les Allemands menaient dans le même temps des opérations anti-polonaises identiques (opération Tannenberg, opération extraordinaire de pacification) et que la Gestapo et le NKVD coopéraient notamment entre septembre 1939 et juin 1941, il n'existe pas de preuves que les Allemands connaissaient le massacre de Katyń avant la découverte des charniers en 1941 à la suite de l'invasion de l'URSS.

## Tensions entre la Pologne et l'Union soviétique durant la première moitié duXXesiècle

### 1918-1921: renaissance de la Pologne et guerre russo-polonaise
À la fin de la Première Guerre mondiale, la Pologne recouvre son indépendance. Cependant, la frontière avec la Russie est mal définie par le traité de Versailles. Alors que la Russie veut avancer vers l'ouest pour faire jonction avec la Hongrie communiste et les révolutionnaires allemands, la Pologne veut récupérer, vers l'est, les territoires qu'elle a perdus lors des partages de la Pologne à la fin du XVIIIe siècle.
Trop occupée avec sa guerre civile, la Russie laisse la Pologne lancer la première offensive de grande ampleur, l'opération Kiev, qui marque le début officiel de la guerre soviéto-polonaise de 1920. Kiev est pris le 6 mai par les forces polonaises, mais pour peu de temps. La Pologne est bientôt menacée par la supériorité numérique de l'Armée rouge, qui reprend Kiev et marche sur Varsovie. Soutenue par le Royaume-Uni et la France, elle résiste cependant victorieusement : c'est ce qui a été appelé le « Miracle de la Vistule ». La Pologne peut ainsi imposer à la Russie la paix de Riga en mars 1921, qui voit la frontière de la Pologne avancer de quelque 200 km à l’est. Selon Vladimir Poutine en 2010, le décès de 32 000 soldats et officiers russes faits prisonniers par les Polonais pendant ce conflit serait à l'origine du massacre, qu'il présente comme une vengeance de Staline.

### 1937-1938: persécutions des Polonais en URSS lors des Grandes purges
Pendant les Grandes Purges, diverses opérations, telle la déportation, visent les minorités en URSS (allemande (en), coréenne, grecque (en)).
Les Polonais sont visés par l'ordre 00485 du NKVD qui prévoit 111 000 exécutions et 29 000 déportations au Goulag. Le simple fait de porter un nom à consonance polonaise met en danger et, sachant que les persécutions connaissent alors un pic, on estime les totaux à 100 000 déportés et 200 000 tués pour l'ensemble des années 1930 en URSS.

### 1939: invasion de la Pologne par l'Allemagne et l'URSS

Répartition des territoires prévue par le Pacte germano-soviétique, à la veille de la Seconde Guerre mondiale.

La Pologne se fixe une ligne politique d'équilibre entre ses deux voisins aussi puissants qu'hostiles, qui n'ont pas accepté sa renaissance après la Première Guerre mondiale. Aussi, après son alliance défensive avec la France de 1921 signe-t-elle un pacte de non-agression avec l'Union soviétique en juillet 1932, puis avec l’Allemagne en janvier 1934. La Pologne espère que ces accords diplomatiques lui permettront d'échapper à la guerre et/ou à l'occupation,.
Le fragile équilibre est rompu lors des accords de Munich, conclus le 29 septembre 1938 entre l'Allemagne, le Royaume-Uni, la France et l'Italie. La Pologne refuse d'accorder un droit de passage sur son territoire à l'Armée rouge pour défendre la Tchécoslovaquie et participe au démantèlement de la Tchécoslovaquie en occupant les territoires contestés de la Zaolzie (région de Český Těšín). Mais surtout, la France et le Royaume-Uni sont discrédités sur le plan international et l'Union soviétique peut voir dans ces accords le risque d'un front commun occidental contre elle.
Lorsque les troupes nazies deviennent menaçantes, la Pologne refuse de servir d'« avant-poste » à l'Armée rouge et cette situation internationale nouvelle conduit aux négociations donnant lieu le 23 août 1939 au Pacte germano-soviétique. L'une des clauses secrètes de ce pacte consiste justement en un partage de la Pologne entre l'Allemagne et l'URSS, partage qui suit le tracé proposé par les Occidentaux lors de la guerre de 1920 (ligne Curzon) à deux exceptions près (Białystok et Lwów).
La Pologne est finalement envahie par les armées allemandes le 1er septembre 1939, puis par l’Armée rouge le 17 septembre 1939, les Soviétiques prétextant notamment le besoin de protection des populations biélorusses et ukrainiennes, majoritaires ensemble dans une partie des territoires polonais concernés.

## Les massacres et déportations

### Avant Katyń
La répression soviétique en Pologne est très dure. 150 000 hommes sont incorporés de force dans l'Armée rouge et 100 000 dans des bataillons de construction spéciaux (strojbatami).
Une première déportation d'au moins 140 000 personnes a lieu le 10 février 1940, dont 70 % de Polonais, des Ukrainiens et Biélorusses, avec une mortalité élevée aggravée par les conditions météorologiques du moment et les envois vers le nord de l'URSS.
Environ 111 000 sont emprisonnées de 1939 à 1941, dont 40 000 seront déportées dans des camps de travail de la Vorkouta, 7 305 exécutées en marge de Katyń et environ 10 000 ont été assassinées lors de l'évacuation des prisons à la suite de l'invasion allemande de l'été 1941 (voir plus loin).

### Les massacres et déportations d'avril-mai 1940

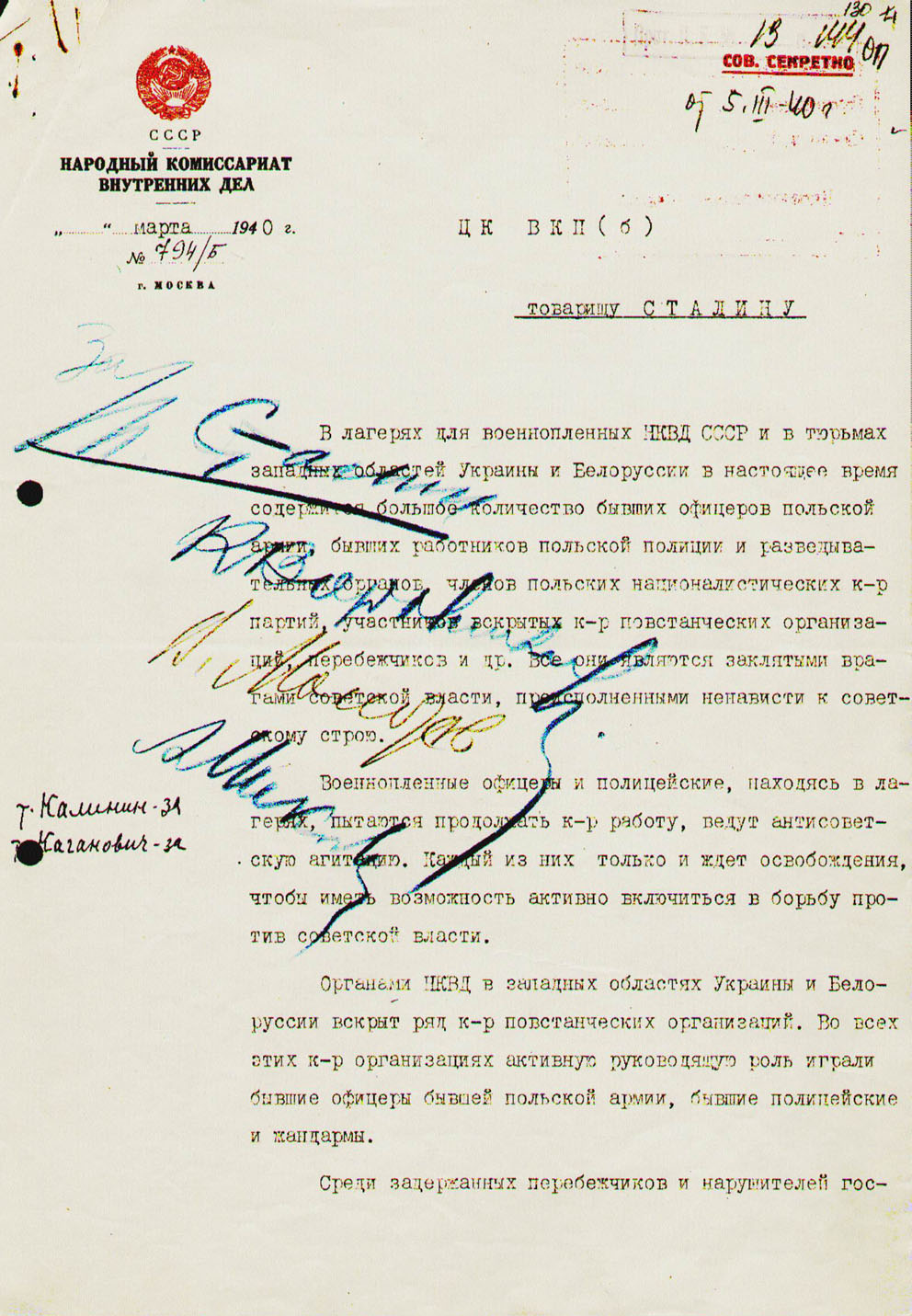
Le document officiel de Lavrenti Beria, daté du 5 mars 1940, demandant à Joseph Staline l'autorisation d'exécuter les officiers polonais. Le mot russe За signifie pour. Sont pour, dans l'ordre : Staline, Vorochilov, Molotov et Mikoyan ainsi que, en marge, Kalinine et Kaganovitch.

Dès le 19 septembre 1939, le commissaire du peuple aux Affaires intérieures et à la sécurité de l’État de l’URSS, Lavrenti Beria, ordonne au NKVD de créer un « Directorat pour les prisonniers de guerre », afin de prendre en charge les prisonniers polonais. Le NKVD organise un réseau de centres de détention et de camps de transfert, puis transfère les prisonniers dans l'ouest de l'URSS.
Environ 250 000 soldats polonais, dont 10 000 officiers, sont faits prisonniers par les Soviétiques. La moitié d’entre eux — les simples soldats — est relâchée par l’Armée rouge, les autres étant confiés au NKVD, lequel relâche rapidement 42 400 soldats, pour la plupart de culture ukrainienne ou biélorusse, et en livre aux Allemands 43 000 autres, originaires de Pologne occidentale. Au 19 novembre 1939, le NKVD ne détient plus qu'environ 40 000 prisonniers de guerre dont à peu près 8 500 officiers et sous-officiers. Beaucoup sont employés comme travailleurs forcés.[réf. nécessaire] Aussi, d'après des estimations des années 2000 fondées sur l'examen des archives, entre septembre 1939 et juin 1941, plus de 440 000 Polonais de la zone occupée par l'Armée rouge sont déportés au Goulag ou assassinés par les Soviétiques dans le but d’éliminer « les classes sociales hostiles » au communisme. Selon Jean-Sylvestre Mongrenier, « Le chiffre total des déportés est d’environ 340 000 et le nombre des victimes de la répression anti-polonaise s’élèverait à au moins 500 000 personnes dont au moins 30 000 fusillées et 100 000 mortes dans les camps ».
Fin février 1940, 6 192 policiers et assimilés et 8 376 officiers restent toujours internés. Ces prisonniers sont soigneusement triés. Les officiers, parmi lesquels de nombreux étudiants (car le système de conscription polonais les incorpore systématiquement dans l’armée de réserve), sont rassemblés dans les deux camps de concentration de Kozielsk et de Starobielsk. Les cadres de la police, de la gendarmerie, des gardiens de prison, des gardes frontières et du scoutisme dans celui d'Ostachkov. Ces trois camps ont également reçu des membres de l'élite civile polonaise (médecins, avocats, professeurs…), de même que sept autres camps mineurs de l'URSS occidentale. La répartition des hommes est la suivante : 5 000 à Kozielsk, 6 570 à Ostachkov et 4 000 à Starobielsk. Le jour de Noël 1939, les religieux de toutes les confessions en sont retirés. On suppose qu’ils sont éliminés. Tous ces hommes subissent de longs interrogatoires et un espionnage interne permanent destinés à repérer ceux qui seraient enclins à collaborer avec les Soviétiques. L’échec est total.
Le 5 mars 1940, les membres du Politburo, Staline, Kliment Vorochilov, Anastase Mikoyan, Viatcheslav Molotov, Lazare Kaganovitch et Mikhaïl Kalinine — ces deux derniers étant absents lors de la réunion — donnent leur accord à la demande de Lavrenti Beria d'appliquer « le châtiment suprême, la peine de mort par fusillade » à 25 700 « prisonniers polonais, anciens officiers, fonctionnaires, agents de police, agents de renseignement, gendarmes […], membres de diverses organisations contre-révolutionnaires d'espions et de saboteurs… », sans comparution des détenus devant les tribunaux spéciaux du NKVD, ni acte d'accusation.

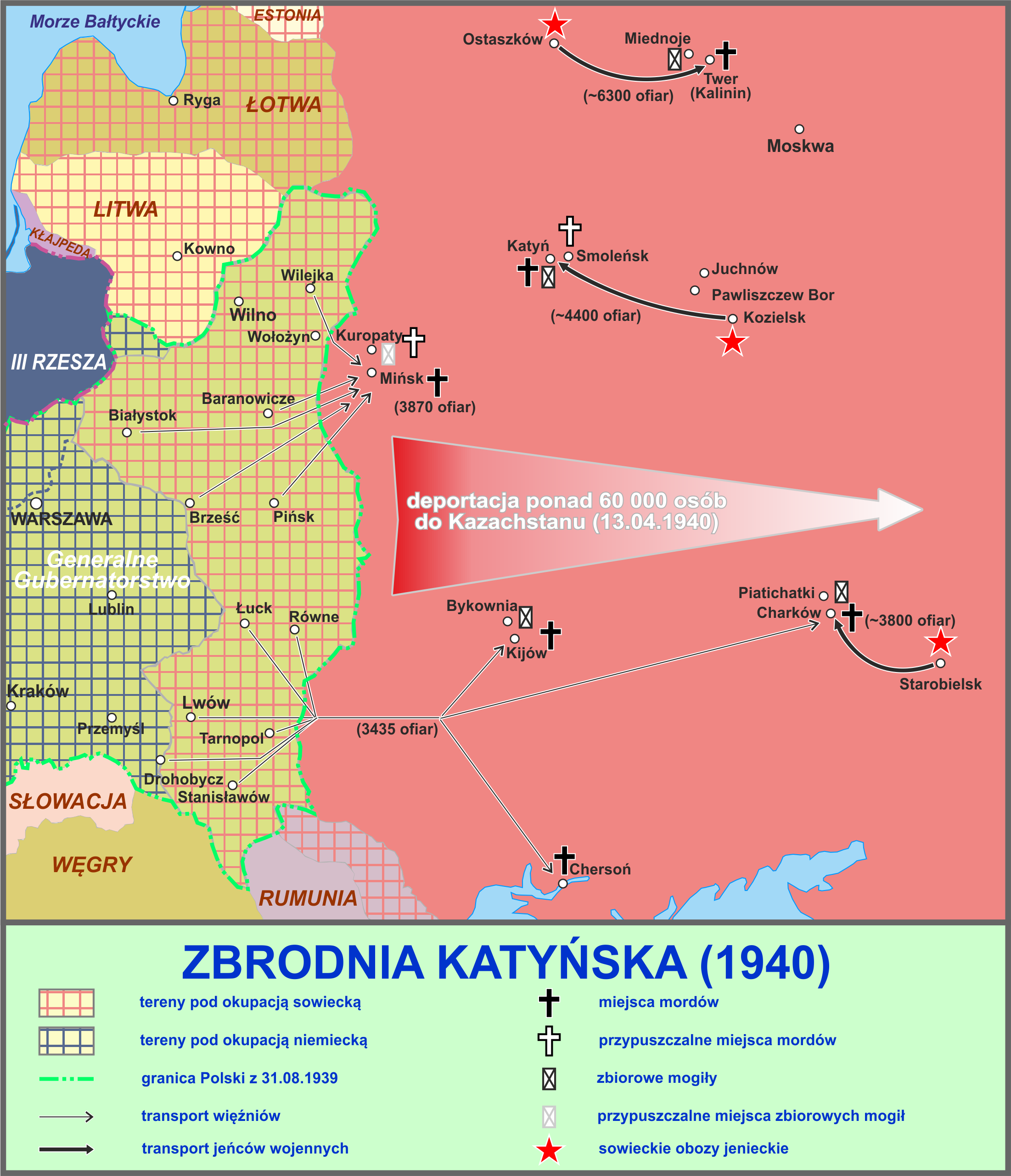
Carte situant les lieux de crimes (en polonais).

Les assassinats sont perpétrés par les services spéciaux du NKVD, qui comptent quelques milliers « d'exécuteurs de sentences » professionnels, spécialement entraînés pour tuer les condamnés et cacher leurs corps. Ces meurtres de masse nécessitent un personnel nombreux et formé, afin de fusiller en moins d'un mois des milliers de personnes, de cacher leurs corps, d'effectuer des transports dans une zone rurale, mais densément peuplée et de maintenir le secret sur l'ensemble du processus.
Les victimes sont tuées d'une balle tirée dans la partie postérieure du crâne. Si les munitions sont indubitablement de fabrication allemande, les corps de certaines victimes présentent des traces de coups de baïonnette à quatre arêtes, utilisées par l'Armée soviétique, et les cordes qui attachent les mains derrière le dos et sont reliées à une corde nouée autour du cou, sont également de production soviétique.
Les méthodes d’exécution ont depuis longtemps déjà été éprouvées sur les citoyens soviétiques. Les condamnés sont transportés en train jusqu’à la gare la plus proche, puis en camion jusqu’à l'endroit de l’exécution. Les transports quotidiens sont de moins de cent personnes. Chaque individu est ligoté séparément, puis placé sur le bord de la fosse, où on lui tire une balle dans la nuque. Les exécutions s’effectuent habituellement au moyen de pistolets Walther fournis par Moscou, modèle de fabrication allemande, comme les balles, couramment exportées pendant la période 1920-1926, notamment en Estonie dont les arsenaux militaires viennent d'être saisis par les Soviétiques.

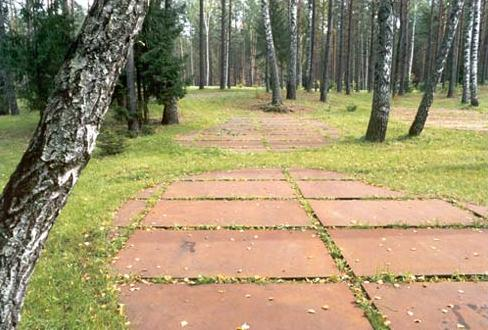
Contours des fosses communes représentées par des dalles de calcaire, tombes symboliques.

En tout, quatorze généraux polonais sont exécutés par le NKVD : Leon Billewicz (en), Bronisław Bohatyrewicz (en), Xawery Czernicki (en), Stanisław Haller (en), Aleksander Kowalewski (pl), Henryk Minkiewicz (en), Kazimierz Orlik-Łukoski (pl), Konstanty Plisowski, Rudolf Prich (en) (tué à Lviv), Franciszek Sikorski, Leonard Skierski, Piotr Skuratowicz (en), Mieczysław Smorawiński (en) et Alojzy Wir-Konas (en) (promu à titre posthume).

#### Mednoïe
Du 4 avril au 16 mai, les 6 287 prisonniers de guerre détenus à Ostachkov sont tués à Kalinine (aujourd'hui Tver) et les victimes enterrées dans le charnier soviétique de Mednoïe.

#### Katyń
Entre le 3 avril et le 13 mai 1940, 4 404 prisonniers de guerre sont transportés du camp de Kozelsk, dans la forêt de Katyń, près de Smolensk (où des exécutions peuvent également avoir eu lieu), située à environ 50 kilomètres de la frontière biélorusse, où ils sont abattus d’une balle dans la nuque et ensevelis dans des fosses communes.

#### Kharkov
Du 5 avril au 12 mai, les 3 896 prisonniers de guerre de Starobilsk sont assassinés dans les locaux du NKVD à Kharkov. Les corps seront retrouvés dans le charnier soviétique de Piatykhatky.

#### Biélorussie occidentale
En Biélorussie, 3 870 détenus de diverses prisons de Pologne occupée dont des ex-militaires sont rassemblés et exécutés à Minsk. Leur lieu d'ensevelissement supposé est Kourapaty, où des exécutions ont également pu avoir lieu.

#### Ukraine occidentale
En Ukraine, 3 435 détenus (connus nominativement depuis la publication d'archives en 1994) de diverses prisons de Pologne occupée, dont des ex-militaires, sont pour l'essentiel transférés et exécutés à Kiev et ensevelis dans les fosses communes de Bykovnia. Plus de trois mille corps d'officiers polonais seront exhumés dans cet immense charnier soviétique (ouvert en 1937 pour faire disparaître les dizaines de milliers de victimes des Grandes Purges staliniennes en Ukraine), qui sera visité pour cette raison par le pape polonais Jean-Paul II en 2001. Ce n'est qu'à l'occasion de cette visite que la mention de la responsabilité nazie dans ce massacre sera effacée.
Comme à Katyń, les Soviétiques attribueront à l'Allemagne ces fosses découvertes lors de l'offensive allemande Barbarossa. Tous les cadavres portent la marque d'une ou plusieurs balles dans la tête. Les agendas et autres documents retrouvés permettent de confirmer la seule responsabilité soviétique dans le massacre. Une cérémonie sera organisée en 2007 en présence des plus hautes autorités civiles et religieuses ukrainiennes lors de la nouvelle inhumation des corps après l'examen par les légistes.
D'autres détenus de ce groupe sont exécutés à Kherson. Leur lieu d'ensevelissement demeure inconnu. Il est possible que certains détenus de ce groupe aient été tués à Katyń.

#### Déportation des familles des victimes
« Les 21 892 victimes sont transportées en camion vers les cinq sites d'exécution. Le plus célèbre se situe dans la forêt de Katyń, près de Smolensk. Le NKVD a noté les adresses des familles des victimes quand celles-ci ont eu l'autorisation d'écrire à leurs proches. Elles sont donc rassemblées et 60 667 personnes sont déportées au Kazakhstan »

— Antony Beevor, La Seconde Guerre mondiale, Paris, Calmann-Lévy, 2012, page 66.
Quatre-vingts pour cent des déportés sont des femmes et des enfants.

#### Bilan
Les massacres concernent donc, au cours de ces seuls trois mois, environ 22 000 Polonais au titre de la décision du 5 mars 1940. Si les exécutions sont perpétrées en au moins six lieux distincts[réf. nécessaire], Katyń reste emblématique en raison de sa médiatisation durant la Seconde Guerre mondiale. En effet, le charnier de Katyn est découvert dès 1943, alors que ceux de Kharkov et Kalinine sont exhumés dans les années 1990, après l'ouverture des archives soviétiques.

### Après Katyń
En juin 1940, lors de l'occupation des pays baltes, les Soviétiques mettent la main sur 6 500 soldats polonais internés (pl). Ils sont enfermés, mais ne font pas l'objet de massacre.
Une troisième déportation d'au moins 80 000 personnes a lieu en mai-juillet 1940, dont 80 % de Juifs, des Ukrainiens et des Biélorusses.
À la fin de 1940, les relations soviéto-allemandes se dégradant lentement, des tentatives de créer une armée polonaise en URSS se font jour sans succès (novembre 1940 et début juin 1941).
Une quatrième déportation d'au moins 85 000 personnes a lieu en mai-juin 1941, liée à l'attaque allemande en URSS, avec une mortalité élevée.
Lors de l'opération Barbarossa en juin 1941, le NKVD procède aux transferts, mais surtout au massacre des prisonniers des prisons susceptibles de tomber aux mains des Allemands. Cent cinquante mille prisonniers sont concernés, dont environ 100 000 sont tués, les autres essentiellement transférés à l'intérieur de l'URSS, quelques-uns étant simplement abandonnés ou parvenant à s’échapper. Environ 35 000 des tués sont des Polonais.
Après l'opération Barbarossa, la situation change avec les accords Sikorski-Maïski permettant des libérations et la timide création de l'Armée polonaise de l'Est.
En revanche, l'opposition au Gouvernement polonais en exil implique une répression féroce à partir de 1944 contre l'Armia Krajowa ou les Soldats maudits, y compris des massacres, notamment celui de Uroczysko Baran (en) celui au sein du camp NKVD Trzebusce (pl), et lors de la rafle d'Augustów (en)) parfois qualifiés de « petits Katyń ».
Au total, les Soviétiques auraient tué 150 000 Polonais sur les 1 800 000 ayant fait l'objet de mesures de répression.

## 1941-1989: découverte et propagandes

### Le point de vue allemand: découverte, enquête et propagande

#### La découverte
En août 1941, quelques semaines après le début de l'invasion de l'URSS par la Wehrmacht, les troupes allemandes découvrent dans la forêt de Katyń un premier charnier contenant les dépouilles de plusieurs centaines d'officiers polonais.
Signal, l'hebdomadaire illustré de la Wehrmacht, publie des photos de l'exhumation des corps : les uniformes sont reconnaissables et les cadavres dans un état de décomposition assez peu avancée. L'ensemble de la presse nazie exploite largement, à cette époque, la macabre découverte.
Fin 1942, des cheminots polonais, qui conduisent les trains allemands, rapportent avoir entendu des paysans biélorusses parler de soldats polonais enterrés dans la forêt de Katyń. C'est ainsi que d'autres charniers, bien plus importants que celui de l'été 1941, sont découverts.
Au printemps 1943, les militaires allemands mettent au jour plus de 4 500 corps d’officiers polonais empilés dans plusieurs fosses. Le 13 avril, les médias allemands rendent publique la découverte des corps d'environ un millier d'officiers polonais, fusillés, d'après la presse allemande, par le NKVD. Deux jours après, les dirigeants soviétiques nient leur responsabilité sur les ondes en répliquant que les nazis ont commis ces atrocités lors de leur avance au cours de l’année 1941. Les autorités du Reich exploitent intensément l'événement dans le cadre de leur propagande antisémite jusqu'à l'été 1943. « Le mot d'ordre « Katyń » recouvrit la pire campagne antisémite qu'ait connu le régime depuis son avènement », analyse l'historien allemand Peter Longerich. Pour les nazis, ce massacre est un « massacre juif ». En retour « l'anéantissement des Juifs pour ne pas être anéantis par eux […] constitua le cœur de la propagande sur Katyń ».
Selon l'historien britannique John Erickson, Iakov Djougachvili (un des fils de Staline) se serait suicidé au camp de concentration de Sachsenhausen le 14 avril 1943, après que la nouvelle du massacre est parvenue à sa connaissance.

#### L'enquête

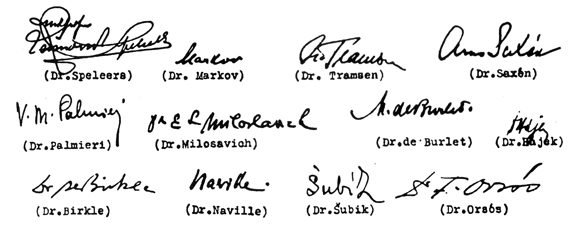
Signatures des membres de la commission internationale Katyn, le 30 avril 1943.

Dans la foulée de l'annonce du 13 avril, les autorités nazies mettent en place une commission d'enquête médicale internationale et suggèrent à la Croix-Rouge internationale d'envoyer ses propres experts sur place. Afin d'utiliser le massacre à des fins de propagande, elles montrent le site à des prisonniers de guerre anglais et américains ; Heinrich Himmler suggère même au ministre des Affaires étrangères Joachim von Ribbentrop d'inviter à Katyń le chef du gouvernement polonais en exil, Sikorski. « Connaissant bien la réaction de l'armée et de l'opinion publique polonaises, et devant les pressions de certains ministres qui avaient perdu des parents dans les camps soviétiques », Sikorski sollicite également l'envoi d'experts de la Croix-Rouge : cette demande fournit un prétexte à Joseph Staline pour rompre les relations diplomatiques avec le gouvernement polonais en exil, rupture officialisée le 26 avril.
La commission internationale, essentiellement composée de représentants de pays alliés à l'Allemagne nazie ou occupés par celle-ci, à l'exception de la Suisse, publie ses conclusions unanimes le 30 mai : les assassinats ont eu lieu au printemps 1940, ce qui en fait porter la responsabilité aux Soviétiques. La commission d'enquête de la Croix-Rouge polonaise parvient à la même conclusion, mais elle ne la rend pas publique, pour ne pas donner d'argument à la propagande nazie : son rapport est transmis au gouvernement britannique, qui le classe comme un document ultra-secret et ne le divulgue qu'en 1989.

#### L'exploitation antisémite
Selon l'historien allemand Peter Longerich, la découverte des charniers coïncide avec un tournant de la propagande antisémite nazie. Cette propagande entre dans une phase au cours de laquelle il s'agit moins de dissimuler l'extermination des Juifs que d'avertir les Allemands que dans le cas où l'Allemagne nazie perdrait la guerre, elle serait l'objet de représailles terribles de la part des Soviétiques et des Juifs, systématiquement assimilés les uns aux autres.
Ainsi, dès la découverte, Goebbels note-t-il dans son journal, le 9 avril :

« À proximité de Smolensk, on a retrouvé des fosses communes polonaises. Les bolchéviques y ont tout simplement abattu et entassé quelque 10 000 prisonniers polonais […] J'invite des journalistes neutres de Berlin à visiter les fosses communes polonaises. […] Sur place, ils devront se convaincre de leurs propres yeux de ce qui les attend si ce qu'ils souhaitent tant s'accomplissait vraiment, à savoir que les Allemands soient battus par les bolcheviques. »

Une violente campagne antisémite s'ensuit dans la presse allemande. Le 17 avril, Goebbels écrit : « Nous allons tellement agiter la propagande antisémite que, comme dans le temps de la lutte, le mot « Juif » sera de nouveau utilisé avec le ton dévastateur qu'il mérite. » Et effectivement, la campagne menée sur Katyń, en étroite liaison avec Hitler lui-même, recouvre la pire campagne antisémite qu'ait connue le régime nazi depuis 1933. La presse reprend le leimotiv de Katyń comme « massacre juif ». Le but est de démontrer ce qui attendrait la population allemande en cas de défaite dans cette « guerre juive ». Ainsi, présenté par la presse allemande comme un crime judéo-bolchevique, celle-ci affirme, conformément aux consignes du bureau de presse du Reich, que le sort des Polonais massacrés annoncerait le sort des populations européennes en cas de défaite allemande et fournit l'occasion, pour le bureau de presse du Reich, de publier un essai intitulé Juda veut assassiner les peuples d'Europe et de dénoncer non seulement les « plans juifs d'extermination » des peuples d'Europe, mais aussi le meurtre rituel, soi-disant pratiqué par les Juifs, réalité « démontrable ».
Les éditoriaux de Robert Ley dans Der Angriff reposent sur la diffusion de fantasmes antisémites angoissants. Car selon cette propagande, ce sont les Juifs, les communistes juifs, qui sont à l'origine du massacre de Katyń. Le Westdeutscher Beobachter (de) du 22 avril 1943, sous le titre « Le désir de meurtre des Juifs », assimile le massacre de Katyń au prétendu « meurtre rituel juif ».
La campagne antisémite fléchit un peu ensuite dans la presse, mais Goebbels lui-même la relance dans un article paru le 9 mai 1943, dans Das Reich, où il définit la guerre comme une « guerre de la race juive et des peuples qui la soutiennent contre l'humanité aryenne ». Il conclut sur la menace qui caractérise cette campagne : « Si les Puissances de l'Axe perdaient le combat, plus aucun barrage ne pourrait sauver l'Europe du déferlement judéo-bolchevique ».

### La propagande soviétique
Peu après la reprise de la zone de Katyń par l'Armée rouge, l'URSS met en place une commission d'enquête présidée par un chirurgien de renom, Nikolaï Bourdenko : la « Commission spéciale pour la vérification et l'enquête sur l'exécution par les envahisseurs nazis des officiers polonais prisonniers de guerre dans le bois de Katyń ». Cette commission attribue la responsabilité des assassinats aux forces armées allemandes, en se fondant sur le fait, jamais contesté, « que les balles avec lesquelles les prisonniers polonais avaient été exécutés étaient de fabrication allemande ». Dans un premier temps, elle situe la date des assassinats entre août et septembre 1941, avant de changer de version et de les situer entre août et décembre, les corps des victimes étant revêtus de vêtements d'hiver.
Ces travaux servent de base à ceux de la commission pour l'organisation du procès de Nuremberg, dirigée par Andreï Vychinski : les responsables soviétiques comptent en effet sur le procès pour accréditer leur version des faits et attribuer officiellement la responsabilité du massacre aux nazis. Les témoins sont préparés par des adjoints de Lavrenti Beria, préparation qui, « dans la langue du NKVD-KGB, a toujours eu une signification sinistre renforcée, dans le cas présent, par les noms de ceux qui se sont occupés du travail », comme Viktor Abakoumov. Seul l'un des procureurs soviétiques à Nuremberg, Nicolaï Zoria, « refuse de participer à l'œuvre de falsification des dirigeants soviétiques » et veut faire part de ses doutes à Vychinski : il est retrouvé mort dans sa chambre d'hôtel le 23 mai 1946, vraisemblablement assassiné sur ordre de Beria.
À la fin des hostilités, les Soviétiques déclarent zone interdite la région de Katyń, refusent toute enquête par des organisations internationales et, assurés du soutien passif (voire parfois actif) des Occidentaux, organisent, à l’aide des partis communistes locaux, selon la technique éprouvée de l’amalgame (ceux qui mettent en doute la thèse soviétique sont des pro-nazis), une campagne internationale pour discréditer les personnes connaissant le dossier par expérience directe et chasser de leur poste d’enseignant les membres de la Commission internationale de 1943 (les Pr Naville à Genève et Palmieri à Naples).
Le gouvernement communiste de la nouvelle république populaire de Pologne, quant à lui, censure la question, en accord avec la position soviétique. Cette attitude, couplée à celle des Anglo-Saxons, qui mettent tout « en œuvre pour supprimer (…) les informations susceptibles de contredire la version soviétique », laissent les mains libres à la propagande stalinienne.

### La position des États-Unis et du Royaume-Uni
En 1944, le président des États-Unis, Roosevelt, missionne le capitaine George Howard Earle III (en), son envoyé spécial dans les Balkans, afin de compiler les informations sur ce dossier. Earle utilise ses contacts en Bulgarie et en Roumanie et conclut que le coupable est l’Union soviétique. Le président en rejette les conclusions et ordonne la destruction du rapport. Quand Earle insiste pour le publier, le président lui intime par écrit l’ordre de ne pas le faire, puis l’affecte aux îles Samoa. Roosevelt déclare solennellement que cette affaire ne représente « rien d’autre que de la propagande, un complot des Allemands » et qu’il est « convaincu que ce ne sont pas les Russes qui l’ont fait ». Les archives nationales américaines ont divulgué, depuis le 10 septembre 2012, de nouveaux documents secrets apportant les preuves que les États-Unis savaient, depuis 1943, que l'URSS était responsable du massacre,.
De leur côté, les Britanniques bénéficient du rapport de leur ambassadeur auprès des Polonais, Owen O'Malley (en), qui aboutit à la même conclusion que George Earle. Ce qui ne modifie en rien la ligne stratégique adoptée par le gouvernement en vue de maintenir de bons rapports avec leur allié : faire en sorte « que l’histoire enregistre l’incident de la forêt de Katyń comme une tentative sans importance des Allemands pour retarder leur défaite ».

### 1946: polémique à Nuremberg sur l'implication des Soviétiques
Présenté par l’accusation soviétique, le rapport Burdenko, document officiel, répond aux exigences de l’article 21 du statut du procès de Nuremberg pour être admis comme document à valeur probante (document soviétique URSS-54). D’où la mention du massacre dans la liste des faits susceptibles d’être attribués aux accusés, constituant l’acte d’accusation, les trois autres parties (États-Unis, Royaume-Uni, France), bien qu’ayant protesté, n’ont pas les moyens juridiques de s’y opposer.

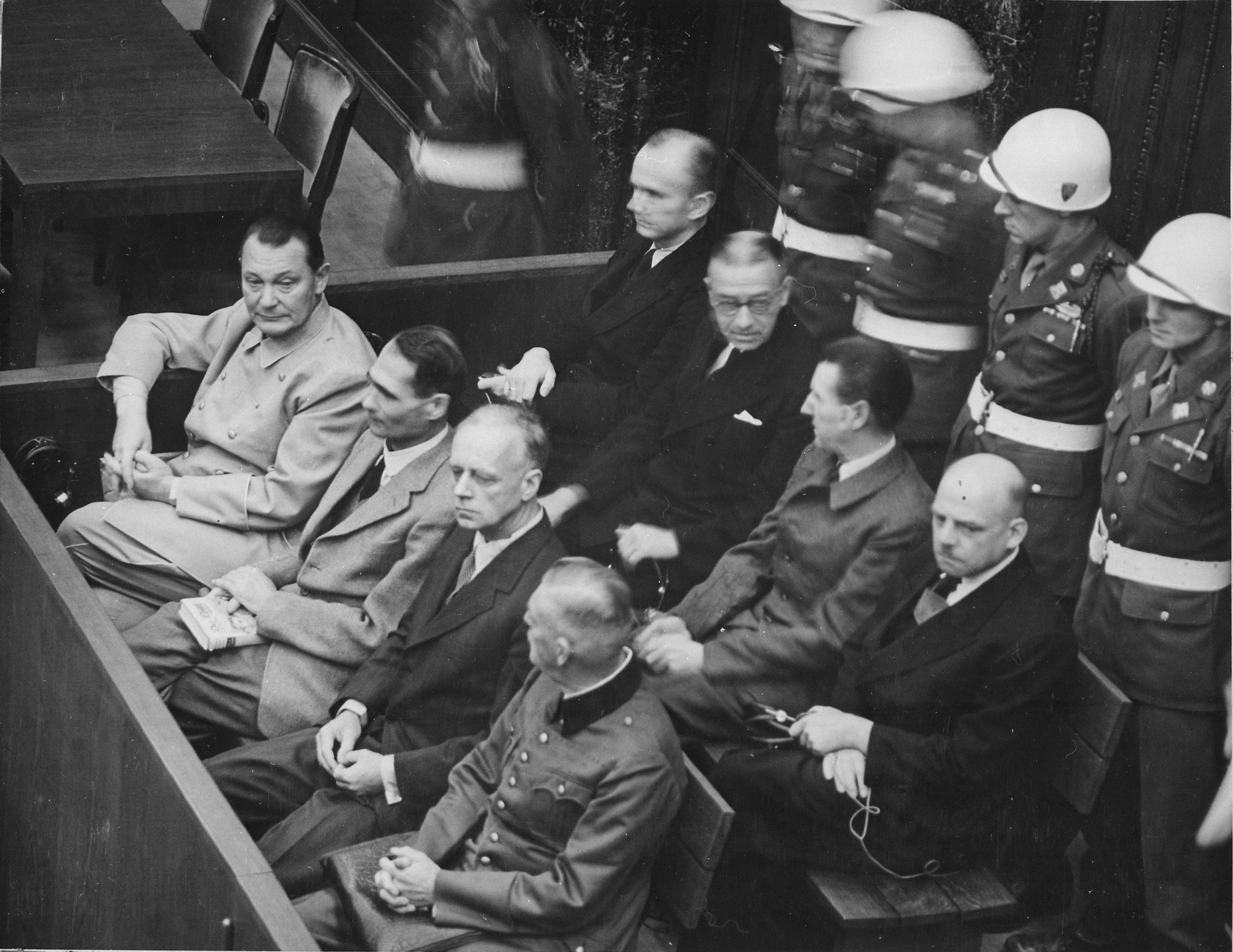
Procès de Nuremberg : au premier rang (de gauche à droite) : Goering, Hess, von Ribbentrop, Keitel ; au second rang (de gauche à droite) : Doenitz, Raeder, von Schirach, Sauckel.

Le Livre Blanc allemand de 1943 est, lui, admis au dossier au titre de l’article 19 c’est-à-dire, comme l’avait souligné le président du tribunal, doté d’une valeur probante éventuelle, accordée après examen (mais le cours des débats rend cette valorisation sans objet).
L'un des procureurs soviétiques, Nicolaï Zoria, est retrouvé mort dans son lit après qu’il a manifesté son opposition à la manipulation en cours.
L'intransigeance des Soviétiques à faire apparaître Katyń dans l’acte d’accusation est commandée par l’objectif final recherché : que ce crime soit cité dans le verdict. Ils tentent tout pour cela, à commencer par refuser la comparution de témoins au profit de déclarations écrites non publiques. Trois dépositions d’officiers allemands présents en 1943 sont cependant acceptées par le tribunal (sur six témoins demandés par la défense, dont le Pr François Naville, professeur de médecine légale et doyen de la faculté de médecine à Genève et membre de la Commission Internationale de 1943, qui refuse de comparaître, sans toutefois revenir sur ses conclusions,). L'accusation obtient corrélativement la présentation de trois témoins, dont le Pr Markov, un Bulgare, membre de cette même commission, que, avec les moyens de pression connus, les Soviétiques ont « retourné », ainsi que le président de la Commission soviétique, Nikolaï Bourdenko, qui est également le président de l'Académie des sciences médicales d’URSS.
Cependant, le rôle du tribunal n’est pas d'attribuer la responsabilité du massacre à l’Allemagne ou à l’Union soviétique, mais à l’un au moins des vingt-deux dignitaires de l'État national-socialiste poursuivis. La tâche de l'accusation est alors d'établir un lien entre les actes reprochés et les accusés. Mais, à l'audience, le procureur soviétique se révèle incapable de nommer le responsable de l'exécution du massacre, ainsi que le principal suspect parmi les accusés.
Les Soviétiques tentent malgré tout de faire passer en force leur point de vue, allant jusqu’à dénoncer une inadéquation des statuts du tribunal. Ce « baroud d'honneur » souligne plus encore la faillite de l'accusation à charger les accusés, ce qui se matérialise par l'absence de mention du massacre dans les 22 verdicts constituant le jugement.
Pour ce qui est de l'interprétation du traitement donné au massacre par le Tribunal militaire international (TMI), un consensus s'est formé parmi les historiens et journalistes qui ont assisté au procès de Nuremberg ou l'ont étudié : le déroulement des débats et l'absence de toute mention de Katyń du verdict signifient que la partie allemande a réussi à prouver son innocence, ce qui désigne en creux les Soviétiques comme coupables. Par exemple, Annette Wieviorka analyse l’absence de mention de Katyń dans le jugement comme « l'aveu tacite de la culpabilité soviétique ». Elle reformule ainsi l'affirmation d’Alexandra Kwiatkowska-Viatteau selon laquelle, dans ce procès, « il y avait seulement deux meurtriers présumés sic responsables du crime [l’Allemagne ou l’URSS] ». Si toutes deux voient « Katyń disparaît[re] simplement du jugement », c’est parce que les juges ont montré un grand respect des droits de la défense. Bien que du camp des vainqueurs, ceux-ci auraient ainsi démontré leur équité. Étendue à l’ensemble du procès, cette disposition d’esprit non partisane établirait par conséquent la légitimité du tribunal.
L'épisode a néanmoins été utilisé, par exemple, par plusieurs personnes condamnées, en France, pour propos négationnistes, comme Robert Faurisson, dans le but de discréditer le jugement de Nuremberg en affirmant que les Allemands auraient été reconnus coupables pour Katyń et en soutenant que la loi Gayssot interdirait d'affirmer la culpabilité des Soviétiques à Katyń.

### 1947-1989: la période de la guerre froide

#### Confusion avec le massacre de Khatyn
Pendant la guerre froide, l'URSS met en avant le village martyr au nom paronymique de « Khatyn », en Biélorussie. Dans ce village, 149 personnes sont brûlées vives par les nazis, le 22 mars 1943.
Selon plusieurs chercheurs, comme George Sanford ou Victor Zaslavsky, il a existé pendant des décennies chez les Soviétiques (et chez leurs partisans en Occident) une volonté d'entretenir la confusion entre les massacres de Katyń et de Khatyn, dans une démarche propagandiste qui a rencontré un certain succès,. Des chercheurs, comme l'historien Norman Davies, expliquent ainsi que Khatyn a été choisi en 1969 pour y construire un mémorial à cause de la ressemblance avec le nom de Katyń,. Toute allusion soviétique aux villages martyrs était systématiquement construite autour de Khatyn, Lidice et Oradour (trois massacres pour lesquels la responsabilité des nazis ne faisait pas débat). Le texte de Vladimir Poutine, « Les leçons de la victoire sur le nazisme », publié dans le quotidien français Le Figaro le 7 mai 2005, cite encore une fois ces trois villages martyrs.

#### Opinions publiques et gouvernements occidentaux
Le contenu des débats de Nuremberg, tout comme celui du Livre Blanc allemand et du rapport Bourdenko, n'ayant pas atteint le grand public, la culpabilité allemande ou tout au moins une culpabilité largement partagée reste alors dans la mémoire (collective), comme un fait de notoriété publique.

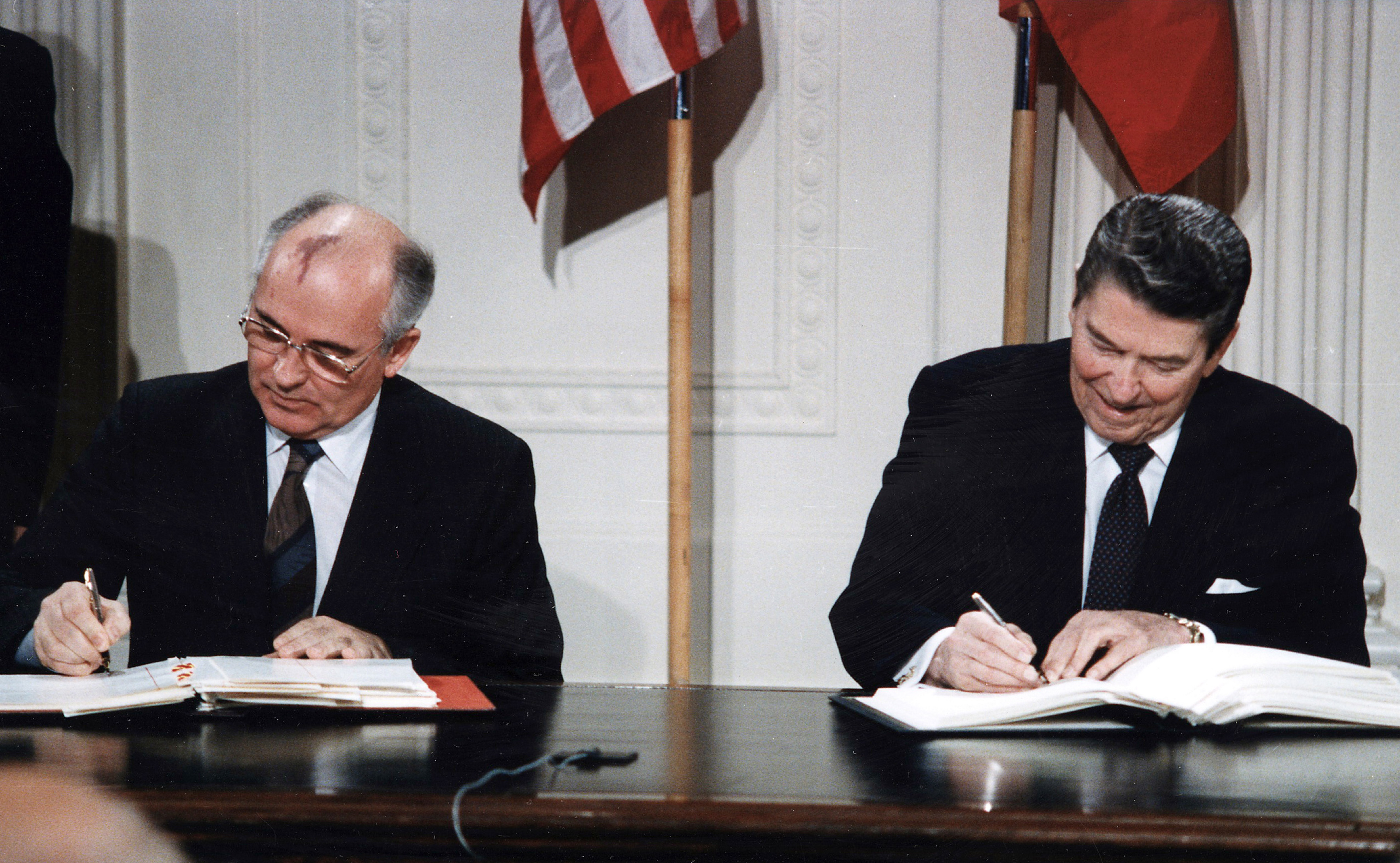
Mikhaïl Gorbatchev et Ronald Reagan en 1987.

Bliss Lane, ex-ambassadeur des États-Unis en Pologne, préside en 1949 une commission privée d’enquête sur Katyń et mène une campagne politique pour sensibiliser l’opinion sans obtenir de résultat. En 1951, la situation des prisonniers américains de la guerre de Corée inspirant le Congrès des États-Unis, une commission spéciale est constituée pour effectuer une enquête officielle sur Katyń. Elle conclut à la responsabilité du NKVD. Le gouvernement britannique rejette cette conclusion. L'ensemble reste sans effet sur l’opinion publique. Cette enquête peut être interprétée comme une fabrication opportuniste, un avertissement diplomatique destiné aux Chinois et Coréens. Les médias britanniques et américains ne font guère référence au massacre de Katyń jusqu'aux années 1960.
Dans une note très secrète du 3 mars 1959, le chef du KGB Alexandre Chélépine demande à Nikita Khrouchtchev l'autorisation de détruire les fiches personnelles sur 21 857 Polonais fusillés en 1940 car, d'un côté, ces fiches « ne représentent ni intérêt opérationnel ni valeur historique » pour Moscou, et de l'autre, « un imprévu peut mener à la révélation de l'opération réalisée », alors que les conclusions de la commission soviétique de 1944 accusant les nazis « se sont solidement enracinées dans l'opinion publique internationale »,. Selon toute vraisemblance, Khrouchtchev a consenti à cette initiative et les fiches en question ont été détruites.
Les postures officielles se figent ainsi de part et d’autre du rideau de fer. D'après Radio Free Europe, après le XXe congrès du Parti communiste de l'Union soviétique, Khrouchtchev propose deux fois à son homologue polonais, Gomulka, de reconnaître la responsabilité de Staline et de Béria dans le massacre de Katyń. Selon la même source en 1965, peu après la chute de Khrouchtchev, Gomulka affirme avoir refusé, de crainte « de déclencher une vague de haine anti-soviétique ». À la fin des années 1970, les autorités britanniques interdisent l’érection d’un mémorial affichant 1940 comme date des massacres sous le prétexte de son caractère provocant dans le contexte de la guerre froide. De leur côté, celles de Pologne remplacent un mémorial érigé en 1981 par le syndicat Solidarność qui exhibait la simple inscription « Katyń, 1940 » par un monument officiel dédié « aux soldats polonais victimes du fascisme hitlérien reposant à Katyń »[réf. nécessaire].
Malgré ces attitudes officielles commandées par la nécessité de s'entendre ou de composer avec l'URSS, les travaux publiés par plusieurs historiens réfutent la version soviétique du massacre, comme ceux de Józef Czapski (Terre Inhumaine, 1949), Janusz K. Zawodny (Death in the forest, 1962), Henri de Montfort (Le Massacre de Katyń : crime russe ou crime allemand ?, 1966), au point que Jean-François Revel, dans La connaissance inutile[réf. incomplète] reproche à Claude Lanzmann d'avoir publié en 1987 dans Les Temps modernes un article qui nie la responsabilité soviétique à Katyń alors « qu'elle a été scientifiquement établie par les historiens » :

« Lanzmann parle avec un scepticisme opiniâtre de crimes imputés à Staline par la propagande nazie. Se rend-il même compte qu'il se laisse ainsi envahir par une obsession de nier ce qui lui déplaît identique à celle qui pousse un Robert Faurisson et les « révisionnistes » à mettre en doute les preuves de l'existence des camps de la mort ? Ses faux camps de la mort à lui, mais soviétiques ceux-là, sont ceux où avant juin 1941 furent de surcroît déportés deux millions de Polonais dont la moitié au moins périrent de mauvais traitements. »

Pour le grand public, l'historien Alain Decaux raconte en 1978 l'affaire de Katyń à la télévision : il conclut à la responsabilité soviétique en se fondant sur les indices disponibles à cette époque, alors que dans un travail publié en 1967, il n'excluait pas une coresponsabilité allemande, les nazis ayant pu compléter un charnier soviétique.
L'aveu de Gorbatchev et la confirmation d'Eltsine, à la chute de l'URSS, la livraison des originaux des ordres de Staline par Vladimir Poutine, la fouille des quatre charniers secrets de l'ex-Union soviétique, en dehors de celui de Katyń, où l'on retrouve les cadavres de la quasi-totalité des militaires polonais disparus, mettent un point final au débat historique.
Tous ces gestes marquent une nouvelle orientation dans le traitement diplomatique du drame, notamment entre la Pologne, la Russie et l'Ukraine, qui autorisent l'érection de monuments en mémoire des victimes sur les lieux des fosses communes, à Bykivnia près de Kiev, Mednoïe près de Tver, Piatykhatky près de Kharkov, et d'y tenir des cérémonies religieuses régulières[réf. nécessaire].

## Depuis 1990: acceptation de la responsabilité soviétique et ouverture partielle des archives

### La découverte des archives soviétiques
Dans le contexte de la glasnost et de la perestroïka lancées par Mikhaïl Gorbatchev, une commission d'enquête polono-soviétique sur l'affaire de Katyń, supervisée par Alexandre Nikolaïevitch Iakovlev est mise en place : ses membres polonais, dont Wojciech Jaruzelski, n'obtiennent que des réponses dilatoires à leurs questions sur l'existence d'archives relatives au massacre.
Les premières archives sont découvertes fortuitement à la fin des années 1980 par des historiens travaillant pour la commission dans un fonds au nom absolument inoffensif, celui du Centre pour la conservation des documents historiques. Même si ces documents ne contiennent pas de trace des ordres d'exécution, ils permettent d'établir la responsabilité soviétique dans le massacre de Katyń. Averti de ces découvertes et après quelques atermoiements, Gorbatchev présente ses excuses officielles au peuple polonais lors d'une cérémonie organisée au Kremlin, le 13 octobre 1990, à l'occasion de la journée mondiale pour les victimes de Katyń, et transmet aux autorités polonaises des documents d'importance secondaire.
En décembre 1991, Gorbatchev remet à Boris Eltsine des archives secrètes du Politburo, qui portent notamment sur le massacre de Katyń : le 24 septembre 1992, les membres de la commission créée par Eltsine prennent connaissance de ces archives qui contiennent des documents établissant de manière irréfutable la responsabilité soviétique. Ces documents sont produits devant la Cour constitutionnelle de la fédération de Russie lors de la mise en accusation du PCUS comme organisation criminelle, puis transmis, en octobre 1992, au président Lech Wałęsa.
Cependant, en mars 2005, en réponse à la demande de la Pologne lors du 65e anniversaire du massacre, la Russie refuse toujours de transmettre des documents sur le sujet, encore classés secrets (116 sur les 183 volumes d’archives rassemblées pendant les investigations et la décision d’y mettre un terme ont été classifiés).
Le 29 avril 2010, les archives d'État russes prétendirent mettre en ligne des documents top secret sur le massacre de Katyn (le serveur flancha). Les communistes russes défendirent encore l'image du Parti : « Il est prématuré de juger de la responsabilité du Politburo dans cette affaire », s'est entêté Viktor Ilioukhine (pl), député communiste, pour qui les archives publiées mercredi « pourraient être fausses ».
En 2005, le procureur général militaire Alexandre Savenkov clôture une dizaine d’années d’instruction du dossier par un non-lieu, qualifiant le massacre de « crime militaire » pour l’assassinat de 14 540 personnes — ni génocide, ni crime contre l'humanité —, ce qui lui accorde le bénéfice de la prescription (50 ans) et, par conséquent, il n’y aurait plus lieu à débattre sur le plan judiciaire.
En réponse, l’Institut polonais de la mémoire nationale décide d’engager sa propre enquête et le Sénat polonais vote un texte demandant aux Russes de déclassifier les archives concernées et de qualifier Katyń de génocide.
En mars 2005, Zbigniew Zaleski, eurodéputé de la Plate-forme civique et membre du PPE, demande à Josep Borrell, alors président du Parlement européen, que l'assemblée observe une minute de silence en l'honneur des victimes. La requête lui est refusée au motif qu'il n'est pas possible de consacrer des minutes de silence à tous les événements tragiques du passé, pour lesquels des demandes affluent.

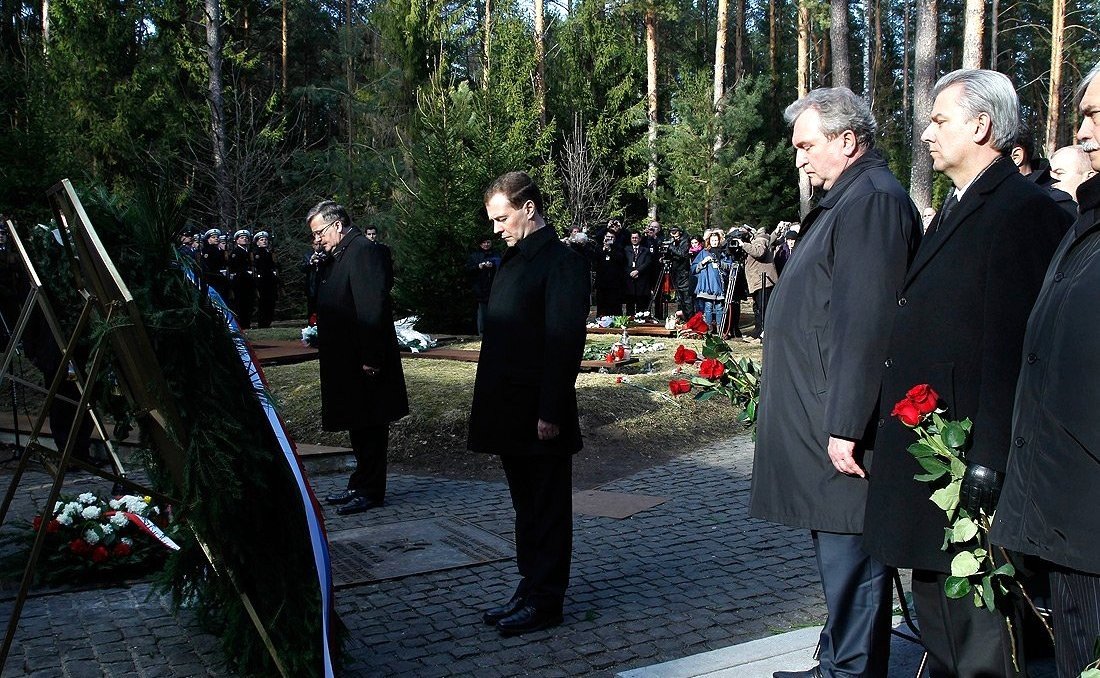
Bronislaw Komorowski et Dmitri Medvedev à Katyń en 2011.

En 2005, un crâne, oublié depuis la Seconde Guerre mondiale, refait son apparition à l'institut médico-légal de Copenhague. Membre de la commission internationale envoyée sur les lieux du massacre en 1943, le médecin légiste danois Helge Tramsen avait rapporté clandestinement de sa mission cet objet plutôt macabre. Sur place, il avait autopsié des cadavres portant des uniformes polonais, exécutés par balles. Les restes du cadavre ont été identifiés et restitués aux autorités polonaises venues sur place.
En avril 2006, une plainte est déposée devant la Cour européenne des droits de l'homme contre la Russie en vue de faire reconnaître le crime de Katyń comme crime contre l’humanité.
Le 26 novembre 2010, la Douma russe reconnaît la responsabilité directe de Staline en votant une résolution selon laquelle les documents conservés dans les archives secrètes du Kremlin prouvent que Staline a bien ordonné personnellement ce massacre.

### Commémorations de 2010
Le 7 avril 2010, les Premiers ministres polonais, Donald Tusk, et russe, Vladimir Poutine, participent ensemble au soixante-dixième anniversaire du massacre, à Katyń. C'est la première fois qu'un Premier ministre russe se rend sur le site. Si Vladimir Poutine n'a pas demandé pardon au peuple polonais, il a prononcé la déclaration suivante : « Un crime ne peut être justifié d'aucune manière. Nous sommes tenus de préserver la mémoire du passé. Nous n'avons pas le pouvoir de changer le passé, mais nous pouvons rétablir la vérité et la justice historiques ». Il explique le massacre par une vengeance de Staline pour la mort de 32 000 soldats et officiers russes pendant la guerre avec l'URSS en 1920-1921.
Le 10 avril 2010, alors qu'il se rendait aux commémorations, le président polonais Lech Kaczyński périt dans la catastrophe aérienne de Smolensk, lorsque son avion, un Tupolev Tu-154, s'écrasa à l'approche de l'aéroport de Smolensk (Russie) avec toute la délégation polonaise à bord. Parmi les autres victimes figurent son épouse et des familles d'officiers polonais exécutés, le président de la Banque centrale de Pologne Slawomir Skrzypek, le vice-ministre des Affaires étrangères Andrzej Kremer, le chef d'état-major polonais Franciszek Gągor, l'ancien président polonais en exil à Londres Ryszard Kaczorowski et le vice-maréchal de la Diète Krzysztof Putra,.

## Katyń dans les arts

### Littérature
Le massacre de Katyń est le ressort principal d'Enigma, roman de Robert Harris paru en 1995.
Philip Kerr évoque plusieurs fois le massacre dans ses romans : dans La Paix des dupes et dans les aventures de Bernie Gunther, en particulier dans Les Ombres de Katyn, son héros enquêtant alors pour le bureau des crimes de guerre de la Wehrmacht.

### Cinéma
Dans le film Sweet Movie (1974) apparaissent à l'écran de nombreuses photos du massacre.
En septembre 2007, le film Katyń d'Andrzej Wajda, dont le scénario a été écrit sur la base d'un roman d'Andrzej Mularczyk, Post mortem - Le roman de Katyń, est projeté en Pologne, avant de sortir en France en mars 2009. Le père du réalisateur, Jakub Wajda, capitaine au 72e régiment d'infanterie, fut l'un des officiers assassinés lors des massacres de Katyń. Le film aborde le massacre sous l'angle du crime contre l'humanité, mais aussi sous celui des sentiments des proches des victimes confrontés au mensonge des bourreaux et à l'impossibilité de faire le deuil des disparus instrumentalisés pour des raisons idéologiques.
La sortie de ce film relance une polémique, le cinéaste regrettant notamment le peu de diffusion à l'étranger, États-Unis, Russie et Allemagne en particulier ne l'ayant pas projeté, la France à peine.
Une étude récente, publiée par une revue proche du Parti socialiste, reprenant l'histoire de Katyń et son traitement par la gauche française, notamment la diffusion par le Parti communiste français (PCF) du mensonge soviétique, jusqu'à une lecture critique des articles parus dans L'Humanité et dans Le Monde, s'interroge sur cette difficulté française à admettre les crimes soviétiques. Cette relative réticence s'explique aussi par le difficile parallèle chiffré entre les conséquences des deux invasions allemande et soviétique de la Pologne. Ce n'est pas par milliers ou dizaines de milliers, mais par millions que sous l'occupation allemande, les Polonais périssaient, au moment où Berlin, en 1943, dénonçait la tuerie soviétique et exigeait une enquête internationale. Katyń était considéré à gauche comme le fruit de la perversion stalinienne du marxisme, déjà en cours à l'époque de la Grande Purge, menée en URSS même, entre 1936 et 1938. En ce qui concerne la zone d'occupation allemande, jusque dans les années 1980, on admettait à gauche qu'environ six millions de Polonais avaient été exterminés entre 1939 et 1945, en application d'un plan hitlérien défini dans Mein Kampf, pour ce qu'ils étaient : trois millions de catholiques (comme l'étaient en majorité les victimes de Katyń) et autant de Juifs. En 1988, des estimations polonaises ont porté à 7,5 millions le nombre total de Polonais tués par les nazis : 2,9 millions de juifs et 4,6 millions de catholiques pour leur origine slave[citation nécessaire].

### Documentaire
- 1978 : Katyn dans Alain Decaux raconte. Un documentaire réalisé par Jean-Charles Dudrumet et présenté par l'historien Alain Decaux[85].